# Al Smith
Alfred Emanuel Smith (Nueva York, 30 de diciembre de 1873-Nueva York, 4 de octubre de 1944), conocido como Alfred E. Smith o Al Smith, fue un político estadounidense. De familia italiana e irlandesa, fue sheriff y gobernador de Nueva York y el primer católico candidato del Partido Demócrata a la presidencia de Estados Unidos.

## Primeros años
Hijo de Alfred Emanuele Ferraro y Catherine Mulvihill, creció en el barrio multiétnico del Lower East Side, en Manhattan en la calle Oliver de Nueva York. Sus abuelos eran de ascendencia irlandesa, alemana, italiana e inglesa, pero Smith, un devoto católico, se identificó con la comunidad católica-irlandesa y se convirtió en su portavoz y líder hacia 1920. Tenía trece años cuando su padre, Alfred, un veterano de la guerra civil, propietario de una pequeña firma de camiones, murió. Con catorce años se vio obligado a dejar sus estudios en la escuela parroquial, St. James School, para ayudar a mantener la familia. No cursó estudios de secundaria ni de educación superior; decía que había aprendido todo lo que sabía sobre las personas estudiando en el Fulton Fish Market, un trabajo por el cual le pagaban 12 dólares semanales. El 6 de mayo de 1900, se casó con Catherine A. Dunn, con la cual tuvo 5 hijos.

## Carrera política
En su carrera política, enfatizaba sus orígenes humildes, se identificaba con los inmigrantes, y se veía como un hombre del pueblo. Su primer trabajo político fue como empleado en una oficina del Comisionado del Jurado en 1895. En 1903 fue elegido para la Asamblea de Nueva York. Ostentó el puesto de vicepresidente de la comisión designada para investigar las condiciones de la fábrica después de que cien trabajadores murieran en el incendio en la fábrica Triangle Shirtwaist en 1911. Smith puso en marcha una cruzada contra las condiciones de los lugares de trabajo peligrosas y antihigiénicas y defendió la legislación correctiva. En 1911 los demócratas obtuvieron la mayoría en la Asamblea estatal, y Smith fue elegido presidente de los Ways and Means Committee. En 1912, después de la pérdida de la mayoría, fue designado líder de la minoría y posteriormente, speaker (presidente) de la Asamblea en 1913, cuando los demócratas recuperaron la mayoría en la siguiente elección, hasta 1914 en la que nuevamente fue el líder de minoría, al perder frente a los Republicanos. Mantuvo este puesto hasta su elección como sheriff del condado de Nueva York en 1915.
Desde entonces lideró el movimiento progresista en la ciudad de Nueva York y en el propio estado. Su gerente de campaña y ayudante superior era Belle Moskowitz, hija de inmigrantes prusianos judíos.
A principios de 1918 Smith fue elegido gobernador de la ciudad de Nueva York con la ayuda de Charles F. Murphy, que dirigía el Tammany Hall, y de James A. Farley. Fue el primer ciudadano de origen irlandés elegido gobernador de un estado, aunque no el primer católico, honor que corresponde a Martin H. Glynn que ocupó el cargo en Nueva York entre 1913 y 1914, tras el proceso de destitución del gobernador William Sulzer. En 1919 dio su famoso discurso "A man as low and mean as I can picture", rompiendo definitivamente con William Randolph Hearst. El editor y periodista Hearst, un notable exponente de la prensa sensacionalista, que era el líder del ala más populista del Partido Demócrata en la ciudad y se había aliado con el Tammany Hall para la elección de la administración local, atacó a Smith acusándole de "privar de comida a niños " por no reducir el precio de la leche.
Smith perdió la reelección en 1920, pero fue reelegido como gobernador en 1922, 1924 y 1926. Como gobernador se hizo conocido a nivel nacional como un líder progresista que intentaba hacer al gobierno más eficiente y eficaz en asuntos sociales. Su joven ayudante, Robert Moses, diseñó el primer sistema del parque de estado de la nación y reformó el sistema de la función pública; Smith más adelante lo designó secretario de estado de Nueva York. 
Durante su término en Nueva York reforzó las leyes sobre compensación de los trabajadores, pensiones de la mujer y sobre el trabajo infantil y de la mujer con la ayuda de Frances Perkins, que llegaría a ser la primera mujer en llegar al Gabinete, al ser nombrada secretaria de Trabajo por el presidente Roosevelt. En la Convención Demócrata de 1924 no logró alcanzar la nominación como candidato a la Presidencia de los EE. UU., pero hizo avanzar la causa de la libertades civiles, censurando la violencia racial y el linchamiento. Roosevelt le denominó como "el guerrero feliz del campo de batalla político." En 1928 consiguió la nominación demócrata, siendo el primer candidato católico de uno de los dos grandes partidos. Recibió una amplia derrota frente a Herbert Hoover, lastrado tanto por su credo religioso como por su postura anti-prohibicionista, oponiéndose a la ley seca. Durante la campaña fue atacado por grupos protestantes por ambos motivos. También se vio perjudicado por la larga historia de corrupción del Tammany Hall, al que de alguna manera estaba ligado y por la prosperidad económica de los felices años veinte, inmediatamente anterior a la Gran Depresión. El periodista Frederick William Wile resumió las causas de la derrota de Al Smith en las tres Ps: «Prohibición, Prejuicios y Prosperidad».

## Vida civil

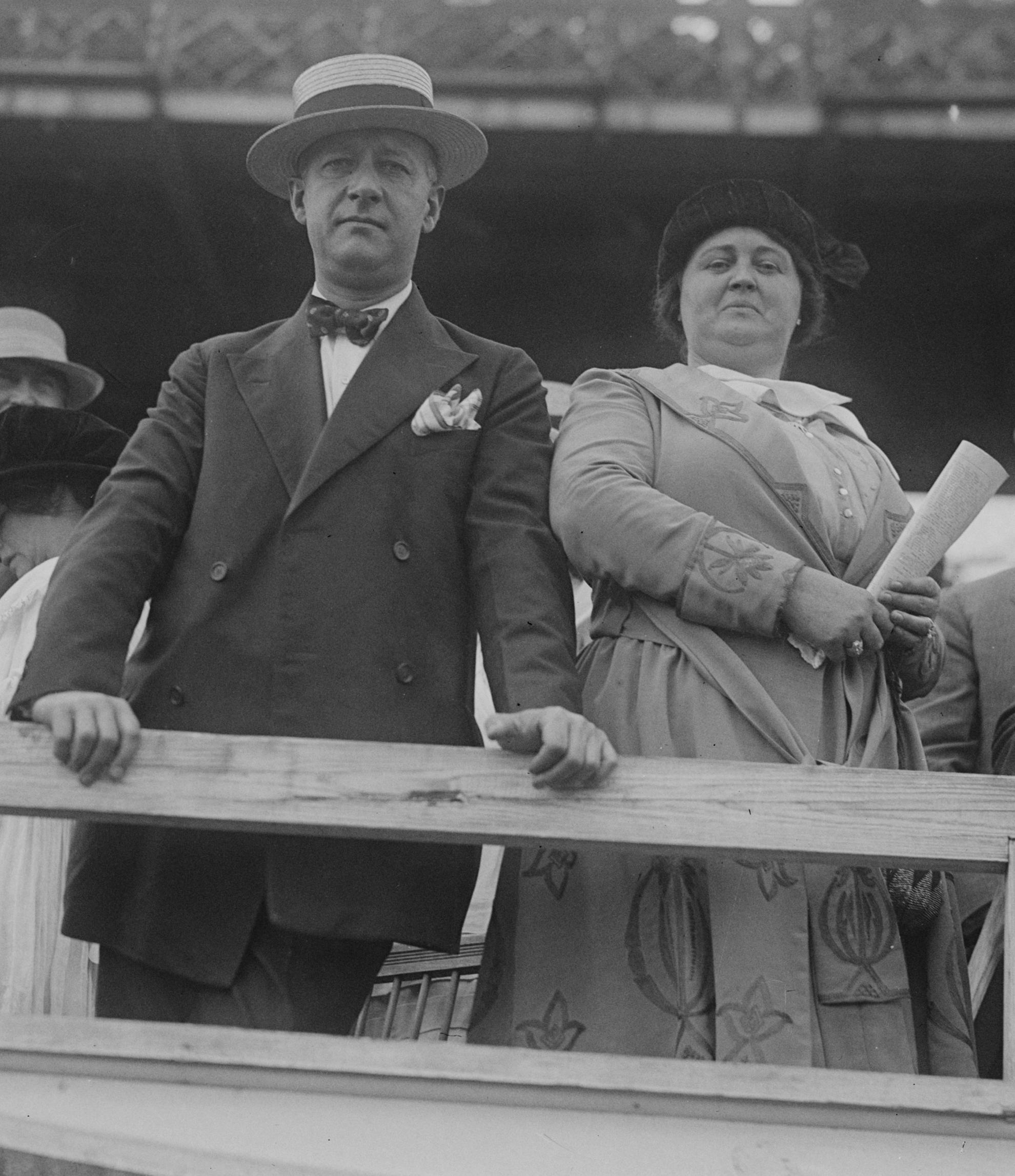
Al Smith con su esposa.

Después de la elección de 1928, se convirtió en el presidente de la Empire State Inc., la corporación que construyó y operó la construcción del Empire State.
Smith cortó la cinta en la inauguración del edificio más alto en mayo de 1931, construido en solo 13 meses. Al igual que con el Puente de Brooklyn. Con el Empire State era una visión y un logro construido combinando los intereses de todos o más bien de haber optado por los intereses de unos cuantos. Smith apoyó la Segunda Guerra Mundial como la mayor parte de los hombres de negocio de la Ciudad de Nueva York. 
Smith murió el 4 de octubre de 1944, a la edad de 70 años, destrozado por la muerte de su esposa a causa de un cáncer cinco meses antes. Está enterrado en el Calvary Cemetery, Queens, Nueva York.

## Historial electoral
Elecciones presidenciales de 1928
| Herbert Hoover (R) 58.2%                |
| Al Smith (D) 40.8%                      |
| Norman Thomas (Socialista) 0.7%         |
| William Zebulon Foster (Comunista) 0.1% |